# Uchów
Uchów (biał. Ухова, Uchowa, ros. Ухово, Ухово)  – dawna wieś na Białorusi, w obwodzie homelskim, w rejonie wieteckim, około 20km na północ od Wietki.
W wyniku katastrofy w elektrowni jądrowej w Czarnobylu i skażenia promieniotwórczego mieszkańcy wsi zostali przesiedleni.
Wieś została oficjalnie zlikwidowana w 2011 roku.